# Wojna polsko-turecka (1620–1621)
Wojna polsko-turecka 1620–1621, zwana także wojną chocimską – konflikt zbrojny między Rzeczpospolitą a Imperium Osmańskim.

## Przyczyny wojny z Turcją
- Wysłanie lisowczyków przez Zygmunta III Wazę do Siedmiogrodu w celu dokonania tam dywersji w 1619 roku, tzw. pierwsza odsiecz wiedeńska.
- Pokój na froncie perskim z 1618 roku.
- Spalenie Warny przez Kozaków w 1620 roku.
- Polityczne zawirowania wokół terenów Mołdawii i Wołoszczyzny, ścieranie się interesów: Polski, Turcji i Habsburgów.
- Zbliżenie polityki Polski do habsburskiej.
- Najazdy Tatarów na ziemie polskie.
- Traktat polsko-turecki podpisany w Buszy w 1617 roku zobowiązywał Rzeczpospolitą do niemieszania się w sprawy Księstw Naddunajskich. Dyplomacja turecka pilnie śledziła rozwój sytuacji w walkach polsko-moskiewskich, a sukcesy odnoszone przez Polaków zaniepokoiły Turcję.

## Kryzys w stosunkach z Turcją
Przez wiele wieków Rzeczpospolita unikała poważniejszych konfliktów z Imperium Osmańskim, które w XVI w. wyrosło na mocarstwo i zaczęło zagrażać chrześcijańskiej Europie. Od kiedy Turcja zmusiła Hospodarstwo Mołdawskie by złożyło mu hołd, Rzeczpospolita i Wielka Porta zaczęły mieć wspólną granicę. Początkowo utrzymywano przyjazne stosunki, czego potwierdzeniem był rozejm z 1525 i traktat wieczysty z 1533 roku króla Zygmunta Starego i sułtana Sulejmana. Kryzys nastąpił na początku XVII wieku, kiedy to starły się interesy polskich magnatów mających majątki na południowo-wschodnich kresach Rzeczypospolitej z interesami Turcji w Mołdawii, a także w samej Turcji. Kozacy splądrowali między innymi Warnę, Kaffę, Trapezunt, Eupatorię, a nawet przedmieścia Stambułu. Turcy ograniczyli się do wysyłania skarg na Kozaków do króla. Oficjalnym powodem wojny była tzw. „I odsiecz Wiedeńska”, kiedy to Lisowczycy, najemni żołnierze, którzy po kampanii Moskiewskiej nie mieli zajęcia i łupili własnych rodaków, zostali wysłani do Siedmiogrodu aby zmusić Gábora Bethlena do odstąpienia oblężenia Wiednia.

## Walka o księstwa naddunajskie
Trzecim – obok Inflant i Rosji – terenem ekspansji polskiej były księstwa naddunajskie – Mołdawia i Wołoszczyzna, stanowiące obszar sporny, bowiem Turcja zajęła je i uznała za własne lenno. Zgodnie z pokojowymi traktatami z czasów dwu ostatnich Jagiellonów, Wysoka Porta osadzała na hospodarstwach (księstwach) mołdawskim i wołoskim lenników przyjaznych również Polsce. Bliskość frontu nieustannej wojny pomiędzy Turcją i monarchią Habsburgów powodowała brak stabilizacji politycznej w tym rejonie. Skłoniło to magnatów polskich do próby rozciągnięcia swoich wpływów na oba księstwa. W latach 1595–1600 wyprawy wojenne hetmana Zamoyskiego zakończyły się usunięciem hospodara Michała Walecznego, który próbował zjednoczyć księstwa nad Dunajem i uniezależnić się tak od Turcji, jak i od Rzeczypospolitej. Zamoyski osadził w hospodarstwach zależnych od siebie książąt z rodu Mohyłów. W następnych latach córki tych władców zostały wydane za mąż za magnatów kresowych: Wiśniowieckiego, Koreckiego, Potockiego. Więzy rodzinne umocniły zaangażowanie magnatów w konflikty regionu naddunajskiego.

## Napady Kozaków
Tak jak dla Rzeczypospolitej problemem były najazdy Tatarów, tak dla Turków wielką bolączką były łupieżcze wyprawy Kozaków zaporoskich rozpoczęte jeszcze za panowania Stefana Batorego. Zaporożcy na swych śmigłych czajkach żeglowali po Morzu Czarnym oraz atakowali, plądrowali i palili tureckie miasta nadbrzeżne. Łupem niesfornych poddanych Polski padły m.in. Trapezunt, Kaffa, Synopa oraz Perekop. W 1615 Kozacy wystawili cierpliwość sułtana na poważną próbę atakując przedmieścia Stambułu. Wysłana przeciw nim flota turecka została rozbita, Zaporożcy wzięli do niewoli osmańskiego admirała. Jedynie wojna z Persją powstrzymała Turków od ataku na Rzeczpospolitą.

## Wyprawa Iskandera Paszy
W końcu cierpliwość sułtana się wyczerpała. W 1617 na Rzeczpospolitą ruszyła 50-tysięczna armia (Turcy, Tatarzy, Wołosi, Mołdawianie, Siedmiogrodzianie) pod dowództwem Iskandera Paszy. Na drodze stanął mu hetman Stanisław Żółkiewski z kilkakrotnie mniejszymi siłami. Iskander nie był jednak zainteresowany walką, podpisano więc pokój, w którym Polska zobowiązywała się do ukrócenia samowoli Kozaków oraz uznała Mołdawię i Wołoszczyznę za strefę wpływów tureckich.

## Casus belli
Wydarzenia, które bezpośrednio przyczyniły się do bitwy pod Chocimiem rozpoczęły się od wielkiego konfliktu, który w 1618 ogarnął niemal całą Europę. Była to wielka wojna wyznaniowa – wojna trzydziestoletnia. Rzeczpospolita rządzona w tym czasie przez Zygmunta III Wazę nieoficjalnie (Polska zachowała neutralność) opowiedziała się po stronie Habsburgów.
W tym czasie na Arcyksięstwo Austriackie spadło uderzenie armii siedmiogrodzkiej (lennika Turcji). Siły prowadzone przez lennika tureckiego Gábora Bethlena wkrótce dotarły pod Wiedeń i rozpoczęły jego oblężenie. Wtedy za pozwoleniem polskiego króla Zygmunta III Wazy na pomoc Habsburgom wyruszyli lisowczycy, którzy w bitwie pod Humiennem pokonali armię siedmiogrodzką i zmusili ją do zwinięcia oblężenia Wiednia. Jednocześnie Zygmunt III Waza zgodził się by Habsburgowie prowadzili na terenie Rzeczypospolitej zaciąg żołnierzy. Upokorzony Bethlen wysłał do sułtana list, w którym oskarżał Rzeczpospolitą o sprzyjanie Habsburgom i działanie na szkodę Imperium. Osman II zarządził uderzenie na Rzeczpospolitą.

## Wyprawa Stanisława Żółkiewskiego
W Polsce nie zdawano sobie sprawy z zagrożenia jakie niosła ze sobą ogromna armia turecka. Postanowiono o prewencyjnym ataku na Mołdawię, który miałby powstrzymać młodego sułtana przed planowanym podbojem Rzeczypospolitej. Dowództwo powierzono hetmanowi wielkiemu koronnemu Stanisławowi Żółkiewskiemu oraz hetmanowi polnemu koronnemu Stanisławowi Koniecpolskiemu. Pod ich dowództwem granice przekroczyło ok. 10 tys. żołnierzy. Hetmani postanowili przyjąć na przełomie września i października 1620 roku bitwę pod Cecorą. Pomimo początkowych sukcesów Polacy zostali zepchnięci do taboru i pod jego osłoną rozpoczęli odwrót ku granicy. Pomimo ciągłych walk udało im się przebyć 170–200 km. Tabor jednak pękł w pobliżu ziem polskich, żołnierze rzucili się do ucieczki. Żółkiewski zginął w walce, a Koniecpolski został wzięty do niewoli.

## Przebieg działań wojennych
- 1620 r.
  - Wyprawa hetmana wielkiego koronnego Stanisława Żółkiewskiego do Mołdawii.
  - Po trzydniowej bitwie pod Cecorą wojska polskie pod dowództwem Żółkiewskiego zostały pobite w chaotycznym odwrocie wojsk Rzeczypospolitej Obojga Narodów przez przeważające siły turecko-tatarskie dowodzone przez Iskandera Paszę. Zginął hetman Żółkiewski, hetman polny koronny Stanisław Koniecpolski został wzięty do niewoli.
- 1621 r.
  - Trzytygodniowa obrona Polaków pod twierdzą Chocim, podczas której umarł dowódca obrony hetman wielki litewski Jan Karol Chodkiewicz. Po jego śmierci dowództwo przejął Stanisław Lubomirski pod patronatem królewicza Władysława.
  - 9 października 1621 r. pod murami Chocimia podpisano traktat pokojowy, w którym:
    - obie strony zobowiązały się do powstrzymania najazdów swoich poddanych (Kozaków i Tatarów),
    - sułtan obiecał powoływać w Mołdawii hospodarów przychylnych Polsce.